# Joseph Rinckenbach
Joseph Rinckenbach, né à Ammerschwihr, Haut-Rhin, le 22 mai 1876 et mort à Colmar le 3 septembre 1949, est un facteur d'orgues alsacien, ayant exercé de 1897 à 1931 au sein de la manufacture d'orgues Rinkenbach. 

## Biographie
Né à Ammerschwihr le 22 mai 1876, Joseph Rinckenbach s'associe d'abord, en 1897 à son père, le facteur d'orgues Martin Rinckenbach (mort le 23 janvier 1917).  En 1914, il reprend seul la direction de la manufacture familiale, située à Ammerschwihr, jusqu'en 1931, date de sa deuxième faillite. La manufacture est mise en société en 1932, puis cesse ses activités au début de la Seconde Guerre mondiale. 
Organiste de talent, mais peu versé dans les questions financières, Joseph Rinckenbach se retire à Colmar, où il meurt le 3 septembre 1949. Il est le facteur le plus représentatif de la facture post-symphonique, dont il est le précurseur.[réf. nécessaire]

## Liste des instruments
Joseph Rinckenbach laisse un patrimoine important, notamment en Alsace.
| N° d'opus | Date | Département | Commune                  | Édifice               | Notes et références | Illustration | Commentaires                        |
| --------- | ---- | ----------- | ------------------------ | --------------------- | ------------------- | ------------ | ----------------------------------- |
| 147       | 1919 | Moselle     | Nousseviller-Saint-Nabor |                       | 24 jeux/II          |              |                                     |
| 152       | 1919 | Haut-Rhin   | Heidwiller               | Saints-Pierre-et-Paul |                     |              |                                     |
| 149       | 1920 | Moselle     | Bermering                |                       | 18 jeux/II          |              | Détruit.                            |
| 150       | 1920 | Moselle     | Diebling                 |                       | 29 jeux/II          |              |                                     |
|           | 1920 | Haut-Rhin   | Ingersheim               | Saint-Barthélemy      | 32 jeux/II          |              |                                     |
| 153       | 1921 | Bas-Rhin    | Scherwiller              | Saints-Pierre-et-Paul |                     |              | Instrument entièrement authentique. |
|           | 1921 | Bas-Rhin    | Bernolsheim              | Saint-Pancrace        | 14 jeux/II          |              | Remplacé par Gaston Kern en 1995.   |
|           | 1922 | Bas-Rhin    | Steinbourg               | Saints-Pierre-et-Paul | 34 jeux/II          |              | Remplacé par Gaston Kern (1994).    |
| 186       | 1931 | Vosges      | Raon-l'Étape             | Église Saint-Luc      | 41 jeux/III         |              | Modifié par Roethinger en 1955.     |